# Шевийяр, Александр
Пьер Франсуа Александр Шевийяр (фр. Pierre-François-Alexandre Chevillard; 15 января 1811 года, Антверпен — 20 декабря 1877 года, Париж) — французский виолончелист и композитор. Отец дирижёра Камиля Шевийяра.
Окончил Парижскую консерваторию (1827) по классу Пьера Норблена, в дальнейшем занимался также теорией музыки под руководством Франсуа Жозефа Фети.
Играл в оркестрах нескольких парижских театров, а в 1830—1869 гг. — в Оркестре концертного общества Парижской консерватории. Более всего известен своей деятельностью по популяризации во Франции квартетов Бетховена — в составе квартета Дельфена Аляра в 1837—1848 гг. и особенно с тех пор, как в 1852 г. Шевийяр и Жан-Пьер Морен создали более или менее стабильный квартетный состав специально с этой целью.
Шевийяру принадлежат три виолончельных концерта, струнный квартет, ряд других сочинений для виолончели. C 1859 года преподавал в Парижской консерватории, среди его учеников, в частности, Антон Эккинг.
Шевийяру посвящён струнный квартет № 30 Жоржа Онсло.